# Bassella
|  | No s'ha de confondre amb Basella. |

Bassella és un municipi de la comarca de l'Alt Urgell. El terme municipal de Bassella va ser el més afectat per la construcció del pantà de Rialb.

## Geografia

Entitats de població de Bassella

Bassella és el terme municipal més meridional de l'Alt Urgell, tascó entre la Noguera i el Solsonès. Limita amb les comarques del Solsonès a l'est i amb la Noguera a l'oest. Al nord limita amb els municipis alturgellencs d'Oliana i Peramola, a l'oest amb la Baronia de Rialb i Tiurana, al sud amb Vilanova de l'Aguda (Noguera) i Pinell de Solsonès i a l'est amb Castellar de la Ribera (Solsonès).
Sant Mer és un enclavament d'unes 53 ha del municipi de Bassella que està ubicat íntegrament dins el municipi de Pinell de Solsonès, en el seu extrem nord-oriental. 41° 59′ 15.26″ N, 1° 19′ 1.921″ E / 41.9875722°N,1.31720028°E

### Núclis de població
| Entitat de població    | Habitants (2023) |
| Ogern                  | 84               |
| Altés                  | 33               |
| Aguilar de Bassella    | 21               |
| Mirambell              | 17               |
| la Clua d'Aguilar      | 15               |
| Bassella               | 13               |
| Guardiola              | 11               |
| Castellnou de Bassella | 9                |
| Sarinyana              | 2                |
| Font: Idescat          |                  |

### Orografia
Serres
- Serrat Alt del Soler. 556,4 m.[3] 42° 0′ 46.7″ N, 1° 18′ 53.16″ E / 42.012972°N,1.3147667°E
- Serra de Can Pujol. 516,0 m.[3] 42° 0′ 45.3″ N, 1° 18′ 26.20″ E / 42.012583°N,1.3072778°E
- Serra dels Capellans. 644,2 m.[3] (frontera amb Baronia de Rialb) 42° 0′ 15.6″ N, 1° 15′ 25.26″ E / 42.004333°N,1.2570167°E
- Serra de Cavallol. 661,2 m.[3] (frontera amb Pinell de Solsonès)
- Serrat dels Morts. 620,5 m.[3] 41° 59′ 22.54″ N, 1° 17′ 54.77″ E / 41.9895944°N,1.2985472°E
- Serra de la Mua. 807,7 m.[3] 42° 2′ 54.3″ N, 1° 20′ 46.68″ E / 42.048417°N,1.3463000°E
- Serra d'Oliana. 942,3 m.[3] 42° 3′ 45.8″ N, 1° 20′ 26.67″ E / 42.062722°N,1.3407417°E
- Serra dels Picons. 688,6 m.[3] 42° 2′ 43.8″ N, 1° 20′ 16.11″ E / 42.045500°N,1.3378083°E
- Serra del Pubill
- Serrat de Pujabudells
- Serra de Sant Marc
- Serra de Sarinyana
- Serrat de Villaró. 689,8 m.[3] (frontera amb Castellar de la Ribera) 42° 0′ 32.14″ N, 1° 21′ 29.31″ E / 42.0089278°N,1.3581417°E

## Història

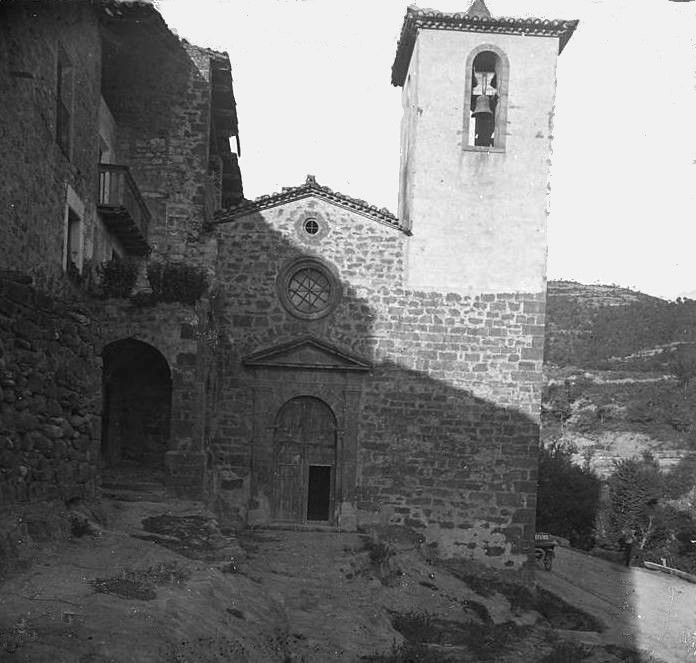
St Simeó de Castellnou, avui sota el pantà de Rialb

La vila rural de Bassella és esmentada el 1084. Sembla que antigament fou dels Bassella. Als afores es dreça l'església parroquial de la Mare de Déu de l'Assumpció, dita popularment de la Garrola, voltada del fossar. L'edifici, reformat a l'època barroca, sembla que és d’origen romànic. L'antic cafè del poble era emplaçat en una casa de tipus senyorial, anomenat l'Hostal de Bassella, de tres plantes i mansarda, quadrada, amb una gran balconada al tercer pis i les llindes de les finestres decorades. Del segle xvii, és possible que aquesta mansió hagués estat construïda pels senyors del lloc, els Margarit, que eren barons d'Aguilar de Bassella.
La construcció del pantà de Rialb, que va iniciar el seu embassament d’aigua el 1999, va provocar un major despoblament. Els habitants dels pobles afectats es van anar dispersant principalment per municipis veïns (Oliana, Ponts, Solsona). Al maig del 2000 els veïns efectuaven ja la mudança de les últimes pertinences de les cases per tal que es pogués realitzar la demolició del poble. L’any 2002 es va obrir el Museu de la Moto de Bassella, amb més de 100 peces de diversos estils i èpoques.

## Política i govern

### Composició de la Corporació Municipal
| Candidatura                     | Candidatura | 1979 | 1983 | 1987 | 1991 | 1995 | 1999 | 2003 | 2007 | 2011 | 2015 | 2019 |
|                                 | CiU/JUNTS   |      | 3    | 4    | 3    | 2    | 1    | 2    | 2    |      | 3    | 4    |
|                                 | PSC-PM-CP   |      |      |      |      |      | 0    |      |      |      | 0    | 0    |
|                                 | AP/PPC      |      | 4    | 1    | 4    | 5    | 6    | 5    | 5    | 7    | 2    |      |
|                                 | CC-UCD      | 4    |      |      |      |      |      |      |      |      |      |      |
|                                 | Ind         | 3    |      | 2    |      |      |      |      |      |      |      | 1    |
| Total                           | Total       | 7    | 7    | 7    | 7    | 7    | 7    | 7    | 7    | 7    | 5    | 5    |
| Fonts: Generalitat de Catalunya |             |      |      |      |      |      |      |      |      |      |      |      |

### Cronologia de l'alcaldia
| Període     | Alcalde o alcaldessa                          | Partit polític    | Data de possessió     | Observacions           |
| ----------- | --------------------------------------------- | ----------------- | --------------------- | ---------------------- |
| 1979–1983   | Francesc Reig Guardia                         | Logotip de CC-UCD | 19/04/1979            | --                     |
| 1983–1987   | Francesc Reig Guardia                         | Logotip de AP     | 28/05/1983            | --                     |
| 1987–1991   | Francesc Reig Guardia                         | Logotip de CiU    | 30/06/1987            | --                     |
| 1991–1995   | Ramon Angrill Caelles                         |                   | 15/06/1991            | --                     |
| 1995–1999   | Ramon Angrill Caelles                         |                   | 17/06/1995            | --                     |
| 1999–2003   | Ramon Angrill Caelles                         |                   | 03/07/1999            | --                     |
| 2003–2007   | Xavier Esteve Bach                            |                   | 14/06/2003            | --                     |
| 2007–2011   | Xavier Esteve Bach                            |                   | 16/06/2007            | --                     |
| 2011–2015   | Xavier Esteve Bach                            |                   | 11/06/2011            | --                     |
| 2015–2019   | Ramon Angrill Caelles Cristina Barbens Casals | Logotip de CiU    | 13/06/2015 28/06/2015 | Defunció Ramon Angrill |
| 2019-2023   | Cristina Barbens Casals                       | Logotip de JxCat  | 15/06/2019            | --                     |
| Des de 2023 | n/d                                           | n/d               | 17/06/2023            | --                     |

## Demografia
| 1497 f | 1515 f | 1553 f | 1717 | 1787 | 1857  | 1877 | 1887 | 1900 | 1910 |
| ------ | ------ | ------ | ---- | ---- | ----- | ---- | ---- | ---- | ---- |
| 56     | 35     | 59     | 225  | 318  | 1.046 | 907  | 847  | 815  | 830  |

| 1920 | 1930 | 1940 | 1950 | 1960 | 1970 | 1981 | 1990 | 1992 | 1994 |
| ---- | ---- | ---- | ---- | ---- | ---- | ---- | ---- | ---- | ---- |
| 817  | 737  | 784  | 775  | 617  | 505  | 400  | 382  | 367  | 367  |

| 1996 | 1998 | 2000 | 2002 | 2004 | 2006 | 2008 | 2010 | 2012 | 2014 |
| ---- | ---- | ---- | ---- | ---- | ---- | ---- | ---- | ---- | ---- |
| 341  | 335  | 308  | 306  | 263  | 256  | 258  | 259  | 246  | 244  |

| 2016 | 2018 | 2020 | 2022 | 2024 | 2026 | 2028 | 2030 | 2032 | 2034 |
| ---- | ---- | ---- | ---- | ---- | ---- | ---- | ---- | ---- | ---- |
| 235  | 231  | 217  | 223  | 210  | -    | -    | -    | -    | -    |

## Llocs d'interès

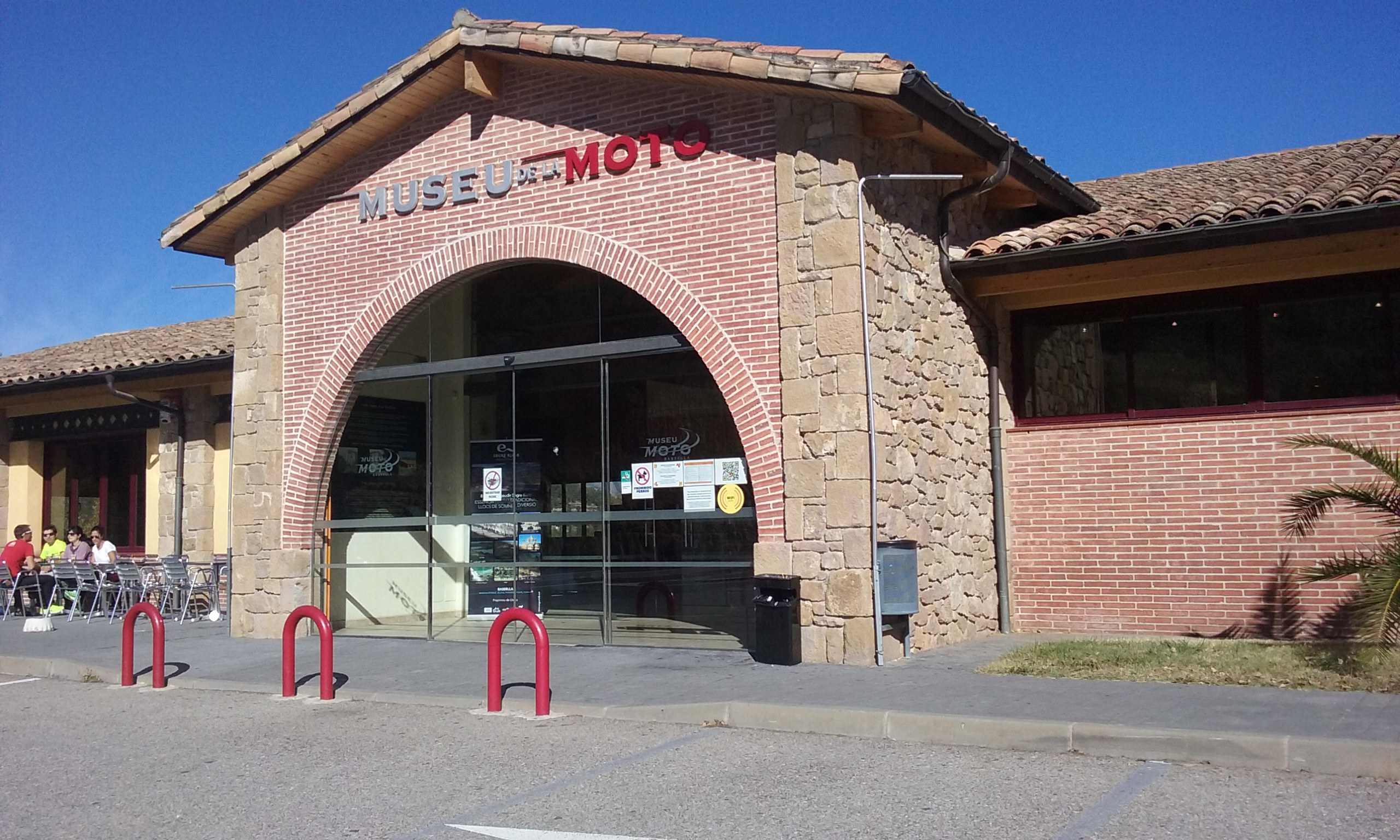
Museu de la Moto de Bassella

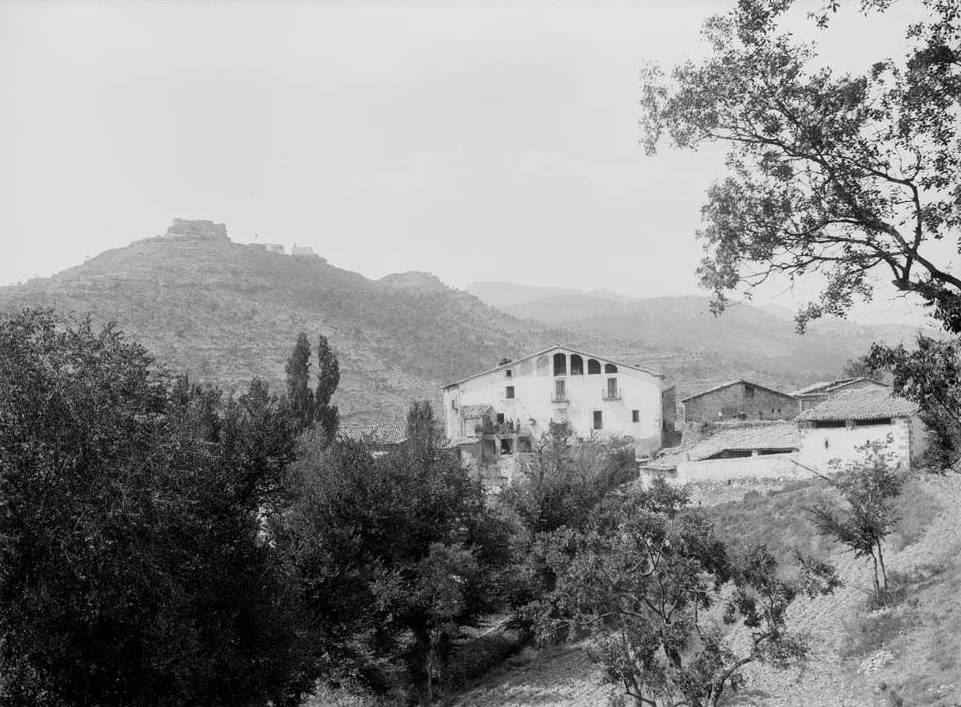
Hostal de Bassella i poble d'Aguilar, en una imatge de 1890

- Museu de la Moto i àrea de servei de Bassella. Inaugurat el 2002, el Museu de la Moto fa un repàs per la història del motociclisme tant d'aquí com de fora. És el primer espai permanent obert al públic a tot l'Estat espanyol i dedicat íntegrament al món de les dues rodes. S'hi poden veure una gran col·lecció de motocicletes històriques. A part de l'exposició permanent, el museu disposa d'una altra planta on s'ubica una mostra temporal que es renova cada any. Juntament amb el museu hi ha un restaurant i una estació de servei i benzinera. I, a menys d'un quilòmetre, hi ha un circuit privat de motocròs.[5]
- Pantà de Rialb. Part del terme municipal està anegat pel pantà de Rialb, on pobles com Castellnou de Bassella o Aguilar hi dormen sota les seves aigües i hi sobresurten en èpoques de gran sequera.
- Platja fluvial d'Ogern. Aprofitant l'aigua de la Ribera Salada s'ha creat una infraestructura lúdica municipal que consisteix en dues basses artificials una per menors i l'altra per a adults. Es troba a 100 metre de la població d'Ogern. Disposa de servei de bar i molt a prop també hi ha un càmping.